# Iormănești
Iormănești – wieś w Rumunii, w okręgu Gorj, w gminie Glogova. W 2011 roku liczyła 410 mieszkańców.